# Benji Commers
Benji Commers (18 december 1992) is een Belgische voetballer die sinds 2021 uitkomt voor FC Averbode-Okselaar. Voordien speelde hij bij het eerste elftal van STVV. Commers is een polyvalente speler. Waar hij vroeger veelal linksachter stond, speelt hij nu vooral linksvoor of zelfs in de spits. Commers heeft een bijzondere eigenschap: hij heeft slechts één arm.

## Carrière
Benji Commers is een deel van een drieling en is geboren met een linkerarm die stopt met een elleboog. Dat weerhield hem echter niet om te voetballen: via Eendracht Zelem en KSK Hasselt raakte hij in 2008 bij STVV, dat hem opmerkte tijdens de Limburgse nationale selecties als Hasselt-speler.
Op zaterdag 6 februari 2010 werd Commers voor het eerst op het wedstrijdblad opgenomen in het A-elftal van STVV: tegen RSC Anderlecht mocht hij op de bank zitten. Op 8 mei 2010 mocht hij debuteren in eerste klasse, tegen Anderlecht. In de 2-1-verloren play-off wedstrijd viel hij in de 73e minuut in voor Dennis Odoi.
Na één jaar zonder club vond Commers in 2013 onderdak bij KFC Diest. Deze club bracht hij met zijn vele doelpunten in 2016 naar Derde Amateur. In het seizoen 2017-2018 zakte KFC Diest echter weer naar Eerste Provinciale, maar hij bracht de club 2 seizoen later (2019-2020) als kapitein terug naar Derde Amateur.

## Statistieken
| Seizoen     | Club                 | Competitie                 | Competitie | Competitie | Beker | Beker | Totaal | Totaal |
| Seizoen     | Club                 | Competitie                 | Wed.       | Dlp.       | Wed.  | Dlp.  | Wed.   | Dlp.   |
| ----------- | -------------------- | -------------------------- | ---------- | ---------- | ----- | ----- | ------ | ------ |
| 2009/10     | Sint-Truidense VV    | Jupiler Pro League         | 1          | 0          | 0     | 0     | 1      | 0      |
| 2010/11     | Sint-Truidense VV    | Jupiler Pro League         | 0          | 0          | 0     | 0     | 0      | 0      |
| Club Totaal | Club Totaal          | Club Totaal                | 1          | 0          | 0     | 0     | 1      | 0      |
| 2013/14     | KFC Diest            | Tweede Provinciale Brabant | ?          | ?          | ?     | ?     | ?      | ?      |
| 2014/15     | KFC Diest            | Tweede Provinciale Brabant | ?          | ?          | ?     | ?     | ?      | ?      |
| 2015/16     | KFC Diest            | Eerste Provinciale Brabant | ?          | ?          | ?     | ?     | ?      | ?      |
| 2016/17     | KFC Diest            | Derde Amateurs Vfv         | 30         | 12         | 2     | 2     | 32     | 14     |
| 2017/18     | KFC Diest            | Derde Amateurs Vfv         | 31         | 10         | 3     | 2     | 34     | 12     |
| 2018/19     | KFC Diest            | 1e Provinciale             | 33         | 24         | 2     | 5     | 35     | 29     |
| 2019/20     | KFC Diest            | 1e Provinciale             | 24         | 12         | 0     | 0     | 24     | 12     |
| 2020/21     | KFC Diest            | Derde Amateurs Vfv         | 4          | 2          | 1     | 0     | 5      | 2      |
| Club Totaal | Club Totaal          | Club Totaal                | 122        | 60         | 8     | 9     | 130    | 69     |
| 2021/22     | FC Averbode-Okselaar | Tweede Provinciale Brabant | 28         | 23         | 0     | 0     | 28     | 23     |
| 2022/23     | FC Averbode-Okselaar | Tweede Provinciale Brabant | 7          | 7          | 0     | 0     | 7      | 7      |
| Club Totaal | Club Totaal          | Club Totaal                | 35         | 30         | 0     | 0     | 35     | 30     |
| TOTAAL      | TOTAAL               | TOTAAL                     | 158        | 90         | 8     | 9     | 166    | 99     |

Laatst bijgewerkt 27/05/15

## Trivia
- In zijn dagelijks leven draagt Commers een kunstarm, maar op het voetbalveld is zijn prothese verboden, kwestie van niemand te blesseren met zijn harde 'arm' . Op het veld heeft hij hier geen problemen mee: hij kan gewoon in duel gaan en zelfs kort ingooien.